# Dự án cầu Thượng Cát
Dự án cầu Thượng Cát là dự án xây dựng một cây cầu đường bộ bắc qua sông Hồng đã được Thủ tướng Chính phủ Việt Nam đồng ý. Cầu thuộc địa phận Hà Nội, trên đường vành đai 3,5. Đầu cầu phía nam thuộc địa phận phường Thượng Cát, quận Bắc Từ Liêm. Đầu cầu phía bắc thuộc địa phận xã Đại Mạch, huyện Đông Anh. Cầu Thượng Cát ở phía trên cầu Thăng Long xét theo hướng chảy của sông Hồng.
Đây là dự án đầu tư kết cấu hạ tầng giao thông theo hình thức hợp đồng xây dựng - chuyển giao. Chủ đầu tư là Ủy ban nhân dân thành phố Hà Nội.
21°05′59″B 105°44′55″Đ / 21,099727°B 105,74868°Đ